# Мала Шишівка
Мала́ Шиші́вка — село Амвросіївської міської громади Донецького району Донецької області, Україна.

## Загальні відомості
Відстань до райцентру становить близько 21 км і проходить автошляхом Т 0517.
Землі села межують із територією с. Велика Шишівка Шахтарського району Донецької області.
Неподалік розташований лісовий заказник загальнодержавного значення Бердянський.
Унаслідок російської військової агресії із серпня 2014 р. Мала Шишівка перебуває на території ОРДЛО. 12 серпня о 23:00 колона техніки 30-ї бригади рухалася із села Велика Шишівка до Малої Шишівки. Автомобіль «Фольксваген», у якому їхав Євген Волосевич з ще 3 вояками, потрапив під обстріл російських «Градів». Три військовики зазнали поранень, трьох полонили, двоє вважалися зниклими безвісти.

## Населення

### Мова
Розподіл населення за рідною мовою за даними перепису 2001 року:
| Мова       | Кількість | Відсоток |
| ---------- | --------- | -------- |
| українська | 138       | 97.18%   |
| російська  | 4         | 2.82%    |
| Усього     | 142       | 100%     |

За даними перепису 2001 року населення села становило 142 особи, з них 97,18 % зазначили рідною мову українську та 2,82 % — російську.